# Leimatuʻa (Distrikt)
Leimatuʻa  ist einer der sechs Distrikte der Division Vavaʻu im Königreich Tonga im Pazifik.

## Geographie
Der Distrikt liegt im Norden des Vavaʻu-Atolls, grenzt im Westen an Hihifo, im Osten an Hahake und im Süden an Neiafu.

## Bevölkerung
| Dorf      | Einwohner (2021) |
| --------- | ---------------- |
| Leimatuʻa | 1425             |
| Holonga   | 414              |
| Feletoa   | 476              |
| Mataika   | 540              |